# Mačická lípa
Mačická lípa je památný strom ve vsi Mačice, která se nachází zhruba 12 km východně od Sušice. Lípa velkolistá (Tilia platyphyllos) roste v jihovýchodní části vesnice, zvané Chalupy, u čp. 41 po levé straně silnice do Vojnic, v nadmořské výšce 565 m. Obvod jejího kmene měří 792 cm a koruna stromu dosahuje do výšky 29 m (měření 1998). Lípa je chráněna od roku 1978 pro svůj vzrůst a jako krajinná dominanta.

## Památné a významné stromy v okolí
- Klen na Hvížďalce (5,8 km ssv.)
- Lípa v zámeckém parku Žihobce (3,7 km zjz.)
- Malečská lípa (5,5 km j.)
- Tažovická lípa (5,5 km v.)
- Tažovický jinan, Tažovický platan (5,6 km v.)
- Žichovická lípa (6,3 km sz.)